# 义宁县 (广西省)
义宁县，中国五代十国时设置的县。在今广西壮族自治区桂林市临桂区。辖今五通镇、黄沙瑶族乡、宛田瑶族乡、中庸乡、保宁乡等，治所原为义宁镇，在今五通镇。
汉朝至隋朝为始安县地，唐朝武德四年（621年）设灵川县，归灵川县辖。后晋天福八年（943年），马楚政权设义宁县（含今龙胜各族自治县辖地）。1951年8月改隶灵川县第八区，1954年并入临桂县。